# هانوفر کورپوریشن
هانوفر کورپوریشن (انگلیسی: Hanover Corporation) شرکت خدمات مالی آمریکایی است، که در سال ۱۹۰۵ تأسیس شد.